# Жолио (лунный кратер)
Жолио (лат. Joliot), не путать с кратером Жолио-Кюри на Венере, — огромный древний ударный кратер в северном полушарии обратной стороны Луны (при благоприятной либрации виден с Земли). Название присвоено в честь французского физика и общественного деятеля Фредерика Жолио-Кюри (1900—1958) и в современном виде утверждено Международным астрономическим союзом в 1970 году. Образование кратера относится к донектарскому периоду.

## Название
Первым получил название не сам кратер, а расположенный на его дне морской участок: в начале XX века Юлиус Франц назвал его Морем Новым. Это название вошло в первый официальный каталог лунных названий Международного астрономического союза (1935). В 1960 году на основе снимков «Луны-3» ЦНИИГАиК и ГАИШ составили карту, а комиссия АН СССР опубликовала список названий, где тот же объект был назван «Жолио-Кюри» (Jolio-Curie). В 1961 году Международный астрономический союз утвердил и это название (в виде Joliot Curie), хотя некоторые учёные подозревали его идентичность с Морем Новым. Позже выяснилось, что оно лежит на дне большого кратера, и в 1964 году по предложению Дэвида Артура название «Жолио-Кюри» было перенесено на этот кратер, а название «Море Новое» — убрано с карты.
В 1970 году Международный астрономический союз переименовал кратер в Жолио, чтобы избежать похожих наименований разных объектов, и с тех пор на карте Луны есть отдельные названия Жолио (в честь Фредерика Жолио-Кюри), Кюри (в честь Пьера Кюри) и Склодовская (в честь Марии Склодовской-Кюри). В 1991 году название «Жолио-Кюри» было задействовано вновь, но уже для кратера на Венере и в честь Ирен Жолио-Кюри.

## Описание кратера
Ближайшими соседями кратера являются кратер Ляпунов, примыкающий к его западной части; кратер Рэлей, примыкающий к кратеру Жолио на северо-западе; кратер Максвелл на северо-востоке; кратер Ломоносов на востоке-северо-востоке; кратер Эдисон на востоке; кратер Дзевульский на юго-востоке; кратер Аль-Бируни на юге и кратер Хаббл на юго-западе. На юго-востоке от кратера расположена цепочка кратеров Дзевульского, на юге Море Краевое. Селенографические координаты центра кратера — 25°47′ с. ш. 93°23′ в. д. / 25,79° с. ш. 93,39° в. д., диаметр — 173 км, глубина — 2,86 км.
За длительное время своего существования кратер значительно разрушен и имеет полигональную форму. Вал в северной и южной части представляет собой лишь отдельные хребты, отмеченные множеством небольших кратеров. Наиболее сохранившаяся часть вала находится в его западной части. Высота вала над окружающей местностью достигает 1810 м. Дно чаши ровное и затоплено темной базальтовой лавой; до 1964 г. затопленная часть чаши имела название Море Новое. В западной части чаши хорошо заметны останки двух соединённых между собой кратеров, похожая формация присутствует и в южной части чаши, в восточной части находится приметный небольшой кратер. Имеется массивный центральный пик, состоящий из анортозита и габбро-норито-троктолитового анортозита с содержанием плагиоклаза 85-90 % (GNTA1). Темная чаша кратера Жолио отмечена светлыми породами луча, тянущегося от кратера Джордано Бруно.
Несмотря на расположение на обратной стороне Луны при благоприятной либрации кратер доступен для наблюдения с Земли, однако под низким углом и в искажённой форме.

## Сателлитные кратеры
| Жолио | Координаты                                            | Диаметр, км |
| ----- | ----------------------------------------------------- | ----------- |
| P     | 22°20′ с. ш. 91°59′ в. д. / 22,34° с. ш. 91,99° в. д. | 11,8        |